# قضية جيفرسون وهيمنغز

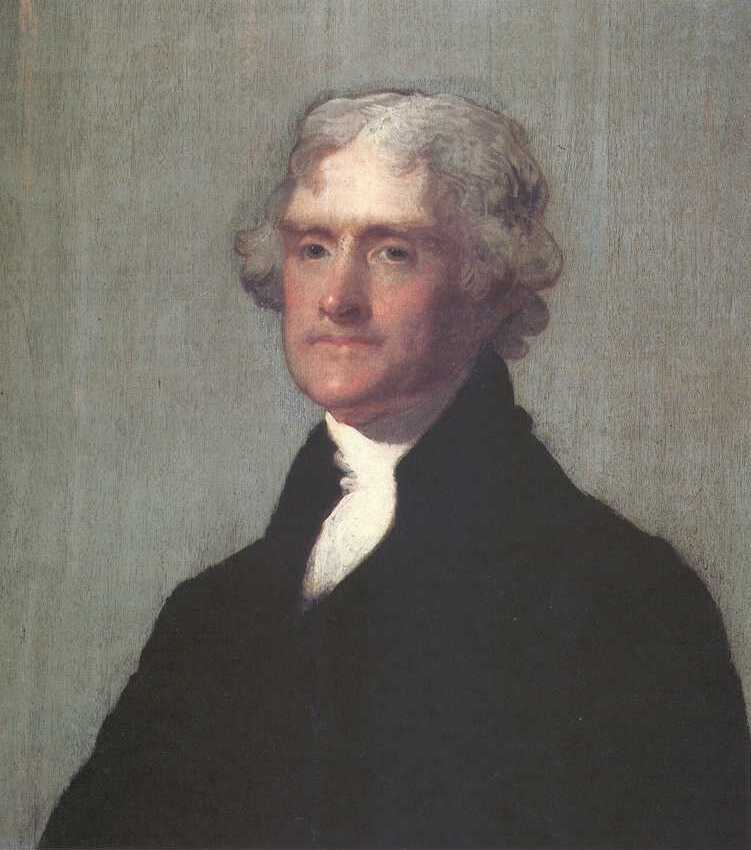

تعتبر علاقة جيفرسون بسالي هيمنغز مسألة جدل تاريخي حول ما إذا كانت العلاقة الجنسية بين الرئيس الأمريكي توماس جيفرسون والمستعبدة سالي هيمنغز قد أسفرت عن أبوته لبعض أو كل أطفالها الستة المسجلين. نفى معظم المؤرخين على مدار أكثر من 150 عام الشائعات حول امتلاك الرئيس جيفرسون علاقة دون زواج مع أحد العبيد. قالوا بناءً على تقرير أحد حفدائه إن أحد أبناء أعمامه كان أبًا لأبناء هيمنغز. قال كاتب سيرة حياة جيفرسون جوزيف إليس قبل أن يغير رأيه بعد نتائج تحليل الحمض النووي في عام 1998 ما يلي: «يمكن وصف الاتصال المزعوم بين توماس جيفرسون وسالي هيمنغز بأنه من أطول المسلسلات القصيرة أمدًا في التاريخ الأمريكي». خلُص معظم مؤرخي القرن الحادي والعشرين أن جيفرسون هو والد طفل أو أكثر من أطفال سالي.
نُشِرت ودرِسَت ابتداءً من عام 1953 وثائق جديدة متعلقة بهذه المسألة من قبل المؤرخين. كتبت فاون برودي أن جيفرسون كان والد أطفال هيمنغز في مقال نشرته عام 1972 في مجلة التراث الأمريكي وفي كتابها الأكثر مبيعًا حول سيرة جيفرسون الذي نشرته عام 1974. نوقشت كتاباتها على نطاق واسع ليفقد مؤرخو حياة جيفرسون السيطرة على القصة. انتقد المؤرخون برودي بسبب تحليلها النفسي للمسألة، ولكن تضمنت منشوراتها حواشٍ مفصلة ومقابلات مع أحفاد أطفال جيفرسون مختلطي العرق.
نشرت باربرا تشيس-ريبود في عام 1979 رواية حسنة المبيع والاستقبال أعطت فيها هيمنغز صورة منصفة؛ إذ صورتها كامرأة مستقلة على علاقة دون زواج مع جيفرسون. نجح مؤرخو حياة جيفرسون في منع فيلم تلفزيوني خططت له هيئة الإذاعة البريطانية سي بي إس بناءً على هذه الرواية. صدر في عام 1995 فيلم «جيفرسون في باريس» الذي صور علاقة جيفرسون الغرامية بهيمنغز. بثت شبكة سي بي إس الفيلم التلفزيوني «سالي هيمنغز: فضيحة أمريكية» في عام 1999 الذي صور هذه العلاقة أيضًا. لم يعلق أي مؤرخ كبير على هذه القصة.
أُعيدت القضية في عام 1997 عندما نشرت أنيت جوردون ريد تحليلًا تاريخيًا حول هذه المسألة مفككةً الإصدارات السابقة ومفصلةً في الأخطاء والتحيزات. أصدر كين بيرنز في ذلك العام فيلمه الوثائقي عن جيفرسون كمسلسل على محطة بوبليك برودكاستنغ سيرفيس التلفزيونية الأمريكية. قدم المؤرخون البيض في نقاشهم حول العلاقة الغرامية المحتملة أسبابًا تدعي عدم تورط جيفرسون بمثل هذه العلاقات. أشار المؤرخ الأمريكي ذو الأصل الإفريقي جون هوب فرانكلين (وآخرون) إلى جميع الخلاسيين والعبيد ذوي العرق المختلط في تلك الفترة بقوله: «كانت هذه الأشياء (العلاقات بين الأعراق) جزءًا من المشهد الطبيعي في فرجينيا، وكان السيد جيفرسون على الأرجح كما أي شخص آخر يفعل ذلك لأنه يتماشى مع الزمن آنذاك ومع أفكاره؛ إذ كان بالفعل مع من آمنوا باستخدام هؤلاء الأشخاص الذي كان يسيطر عليهم تمامًا».
تاريخيًا، أخبر توماس جيفرسون راندولف -حفيد جيفرسون الأكبر- في خمسينيات القرن التاسع عشر المؤرخ هنري راندال أن بيتر كار المتزوج الذي ينتمي لآل جيفرسون (ابن أخته) أنجب أبناء هيمنغز. طلب راندولف من راندال الامتناع عن ذكر هذه المسألة في سيرته الذاتية. نقل راندال هذه المعلومات إلى جيمس بارتون -مؤرخ آخر. نشر بارتون قصة كار وأكد المؤرخون الكبار لسيرة جيفرسون عمومًا إنكار أبوة جيفرسون لما يقرب من 150 عامًا.
شكك مؤرخون آخرون بهذا الإنكار، ولكن لم يبرز الإجماع على ذلك إلا بعد إجراء تحليل الحمض النووي للكروموسوم Y في عام 1998. أظهرت تحليلات الحمض النووي تطابقًا بين سلالة جيفرسون من الذكور (أحد سلالات فيلد جيفرسون) وسلالة إستون هيمنغز الابن الأصغر لسالي، بينما لم تظهر أي تطابق بين سلالة كار وسلالة هيمنغز.
ظهر في عام 2000 إجماع بين المؤرخين نجم عن تحليلات الحمض النووي التي حملت عنوان «أبوة جيفرسون لابن المستعبدة الأخير». تقول أغلبية الآراء إن جيفرسون هو والد إستون هيمنغز، وتقترح الأدلة التاريخية أبوة جيفرسون لجميع أطفال هيمنغز. موّلت مؤسسة مونتيسلو الدراسة التي خلصت في عام 2001 إلى أن جيفرسون كان والد إستون هيمنغز والأطفال الآخرين. عكست هذه المؤسسة اكتشافات دراستها في معارضها ومنشوراتها عن جيفرسون وزمنه. حفز ذلك العديد من الأعمال التي أنجزها مجموعة متنوعة من العلماء الذين استخدموا الإجماع كأساس للدراسات حول حياة جيفرسون وعائلة هيمنغز والعلاقة بين الأعراق في المجتمع الأمريكي. أكدت مؤسسة توماس جيفرسون في يونيو عام 2018 خلال معرضها الجديد حول سالي هيمنغز أن العلاقة التاريخية بين الاثنين هي «مسألة تاريخية محسومة».

## خلفية
أصبح جيفرسون أرملًا في عام 1782حين بلغ من العمر 39 عام. لم يتزوج مطلقًا مرة أخرى وتوفي في عام 1826. كانت سالي هيمنغز المستعبدة الأصغر سنًا وعلى الأرجح الأخت غير الشقيقة لزوجته. رافقت سالي ابنته ماريا إلى فرنسا التي يُعتقد أنها كانت مهد علاقتهما الجنسية، ثم عادت معه إلى مونتيسلو. يعتقد معظم المؤرخين الآن أن جيفرسون كان على علاقة بسالي هيمنغز استمرت نحو أربعة عقود حتى وفاته، وأن جيفرسون كان الأب لأطفالها الستة.
نجا أربعة من أطفال هيمنغز فقط حتى سن الرشد، وكان يطلق على عائلتها اسم «العائلة الخفية» في فترة ما قبل الحرب. كانت سالي هيمنغز هي أيضًا طفل لعائلة خفية. يعتقد المؤرخون أن والد سالي هيمنغز هو جون وايلز والد زوجة جيفرسون الذي كان على علاقة غرامية مع المستعبدة الخلاسية بيتي هيمنغز والتي أنجب منها ستة أطفال. امتلك هؤلاء الأطفال سلالة ثلاثة أرباعها من أصل أوروبي وربعها من أصل أفريقي. كانوا هؤلاء الأبناء إخوة غير أشقاء لزوجة جيفرسون مارثا وايلز سكيلتون جيفرسون. كانت سالي هيمنغز الطفل الأصغر للعائلة هذه. وصفت إسحاق جيفرسون سالي بأنها «استثنائية وقريبة من اللون الأبيض... شديدة الجمال وتمتلك شعر طويل مستقيم يمتد لأسفل ظهرها».
من بين أطفال همينغز الأربعة الذين نجوا حتى بلوغهم سن الرشد: ويليام بيفيرلي وهارييت وماديسون وإستون هيمنغز. اعتُبِروا في نهاية المطاف جميعهم باستثناء ماديسون هيمنغز من البيض، وأصبحوا يعيشون على هذا الأساس كأفراد عاديين في مجتمعات البيض. يقضي قانون ولاية فرجينيا الخاص بالنسب أن أولاد سالي هيمنغز مستعبدين لأن والدتهم كانت مستعبدة. لكن أصل الأطفال كان سبعة أثمان أوروبي وثمن واحد أفريقي الأصل. تعتبر سال هيمنغز بيضاء من الناحية القانونية في ولاية فرجينيا في ذلك الوقت لو كانت حرة.